# 田悼子
田 悼子（でん とうし、? - 紀元前405年）は、春秋戦国時代の斉の政治家で、田氏の宗主。姓は嬀、氏は田、あるいは陳、諡は悼。諱は知られていない。
紀元前411年に田白（田荘子）が死去すると、翌年に田悼子が後を嗣いで田氏の宗主となり、斉の宰相となった。紀元前405年、田悼子は死去し、田白の子の田和が後を嗣いだ。